# Damian Young
Damian Young, född 27 oktober 1961 i Washington, D.C. i USA, är en amerikansk skådespelare, som bland annat har gjort sig känd för att medverka i Hal Hartleys film Amatör från 1994. Han har också medverkat i en annan Hal Hartley-film vid namn Begär, besvär och enkla män (1992), samt i en del andra produktioner inom teater, TV och film. Andra roller som han har spelat, är bland annat Mark Berman i HBO-serien The Comeback, Bill Lewis i Californication, Aidan Macallan i House of Cards, Gabriel i Birdman (film), och Jim Rattelsdorf i Netflixserien Ozark (fyra säsonger). Han spelar bland annat mot Jason Bateman och Laura Linney i den sistnämnda serien/produktionen.
Damian Young har också uppträtt i en del scenproduktioner, detta med Allison Janney, på Kenyon College.

## Filmografi (i urval)

### Filmer
| År   | Titel                       | Roll                     | Noter       |
| ---- | --------------------------- | ------------------------ | ----------- |
| 1992 | Begär, besvär och enkla män | Sheriff                  |             |
| 1994 | Amatör                      | Edward                   |             |
| 1996 | Dead Girl                   | Regissör                 |             |
| 1997 | Chasing Amy                 | John Selleck             | Okrediterad |
| 1998 | Mannen i mitt liv           | Romeo och Julia-regissör |             |
| 2000 | Snow Day                    | Rektor Ken Weaver        |             |
| 2000 | Unbreakable                 | Man i grön arméjacka     |             |
| 2001 | No Such Thing               | Berger                   |             |
| 2002 | The Guru                    | Hank, kameraman          |             |
| 2003 | Nola                        | Maitre d'                |             |
| 2008 | Sex and the City            | Karl                     |             |
| 2009 | The Good Heart              | Roddie                   |             |
| 2009 | Everybody's Fine            | Jeff                     |             |
| 2010 | Edge of Darkness            | Senator Jim Pine         |             |
| 2010 | Twelve                      | Matt McCulloch           |             |
| 2011 | Livet på Orange Drive       | Gideon Allen             |             |
| 2011 | Red State                   | Agent Carol              |             |
| 2012 | Hello I Must Be Going       | Larry                    |             |
| 2012 | Hope Springs                | Mike, gästgivare         |             |
| 2012 | Art Machine                 | Serge                    |             |
| 2013 | HairBrained                 | Tillkännaren Spencer     |             |
| 2013 | Delivery Man                | Williams                 |             |
| 2014 | Birdman                     | Gabriel                  |             |
| 2016 | Catfight                    | Stanley                  |             |
| 2017 | Wonderstruck                | Otto, museivakt          |             |
| 2017 | The Greatest Showman        | Mr. Winthrop             |             |
| 2018 | Ocean's 8                   | David Welch              |             |
| 2019 | Otherhood                   | Frank                    |             |
| 2020 | I Care a Lot                | Sam Rice                 |             |
| 2020 | The Trial of the Chicago 7  | Howard Ackerman          |             |
| 2020 | Antarctica                  | Dr. Blake                |             |
| 2022 | The Independent             | Rick Ackerman            |             |

### TV-serier
| År        | Titel                             | Roll                              | Noter                                     |
| --------- | --------------------------------- | --------------------------------- | ----------------------------------------- |
| 1998      | Spanarna                          | Jenkins                           | Avsnittet "Mob Street"                    |
| 1999–2023 | I lagens namn                     | Olika roller                      | 6 avsnitt                                 |
| 1999      | Law & Order: Special Victims Unit | Hampton Trill                     | Avsnittet "...Or Just Look Like One"      |
| 1999      | Cosby                             | Howard                            | 4 avsnitt                                 |
| 1999–2001 | Tredje skiftet                    | Olika roller                      | 3 avsnitt                                 |
| 2002–2009 | Law & Order: Criminal Intent      | George Tate / Boaz / Mr. Wetherly | 3 avsnitt                                 |
| 2005–2006 | CSI: Miami                        | Walter Resden                     | 2 avsnitt                                 |
| 2005–2014 | The Comeback                      | Mark Berman                       | 21 avsnitt                                |
| 2006      | It's Always Sunny in Philadelphia | Jack Stanford                     | Avsnittet "The Gang Runs for Office"      |
| 2006      | As the World Turns                | Dr. Ross Kreeger                  | 6 avsnitt                                 |
| 2007–2009 | Damages                           | Välklädd man                      | 5 avsnitt                                 |
| 2007–2011 | Californication                   | Bill Lewis                        | 8 avsnitt                                 |
| 2008      | Cashmere Mafia                    | Grant Normandy                    | Avsnittet "Conference Call"               |
| 2008      | Numb3rs                           | Richard Taylor                    | Avsnittet "Breaking Point"                |
| 2008      | Lipstick Jungle                   | Jim                               | Avsnittet "Chapter Five: Dressed to Kill" |
| 2008      | Canterbury's Law                  | Gabriel Waggett                   | Avsnittet "Sick as Your Secrets"          |
| 2011–2012 | Pan Am                            | Mr. Bolger                        | 2 avsnitt                                 |
| 2012      | White Collar                      | Oliver Stringer                   | Avsnittet "Identity Crisis"               |
| 2012–2013 | Person of Interest                | Pete Matheson / Terapeut          | 2 avsnitt                                 |
| 2014      | The Blacklist                     | Milton Bobbit                     | Avsnittet "Milton Bobbit (No. 135)"       |
| 2015–2016 | The Good Wife                     | Clinton Foyle                     | 3 avsnitt                                 |
| 2016      | The Characters                    | Tom Reskin                        | Avsnittet "Kate Berlant"                  |
| 2016–2017 | House of Cards                    | Aidan Macallan                    | 15 avsnitt                                |
| 2016      | Your Pretty Face Is Going to Hell | Satan                             | Avsnittet "Circle Jerk MCMCVIII"          |
| 2017      | Elementary                        | Specialagent Breslin              | Avsnittet "Crowned Clown, Downtown Brown" |
| 2017      | Gotham                            | Vaktmästare Reed                  | 2 avsnitt                                 |
| 2018      | Homeland                          | Jim                               | 3 avsnitt                                 |
| 2018–2022 | Ozark                             | Jim Rattelsdorf                   | 19 avsnitt                                |
| 2020      | Shrill                            | Ron                               | 2 avsnitt                                 |
| 2021      | Prodigal Son                      | Jonah Shaw                        | Avsnittet "Speak of the Devil"            |
| 2021      | Snowpiercer                       | Dr. Headwood                      | 8 avsnitt                                 |
| 2022      | Search Party                      | Bob Steelhead                     | Avsnittet "The Gospel of Judas"           |